# Hegyesdi vár
A hegyesdi vár vélhetően már a 13. század második felében felépült a tatárok újabb támadása elleni védelmi rendszer részeként. Mára már a Balaton-felvidék egyik kevéssé ismert, messziről nem is látható romjának alig észrevehető maradéka is omladozik a Veszprém és Tapolca között vezető 77-es főút mentén, a Hegyesd község határában emelkedő 281 méter magas és 190 m²-es területű hegytetővel rendelkező vulkáni kúpon a Tapolcai-medence északkeleti bejáratánál.

## A vár  története
Hegyesd korai névvariánsai a Hygusd, Hegusd, Hegesd lehettek, ám mai neve a "hegy" szóból ered, -d kicsinyítő képzővel megtoldva. Valaha szerpentinút vezetett a hegytetőn álló várhoz, melyet a felső szakaszon kis tornyokkal erősített vékony fal védett. Méreténél fogva jelentősebb gyalogos hadsereg befogadására lehetett csak képes.

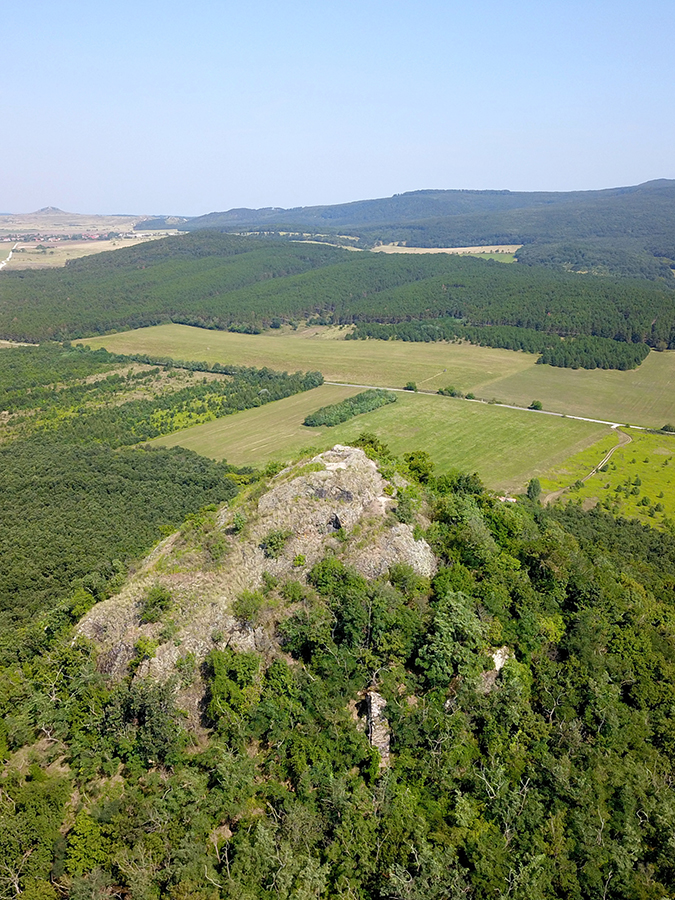
Hegyesd vára légi felvételen

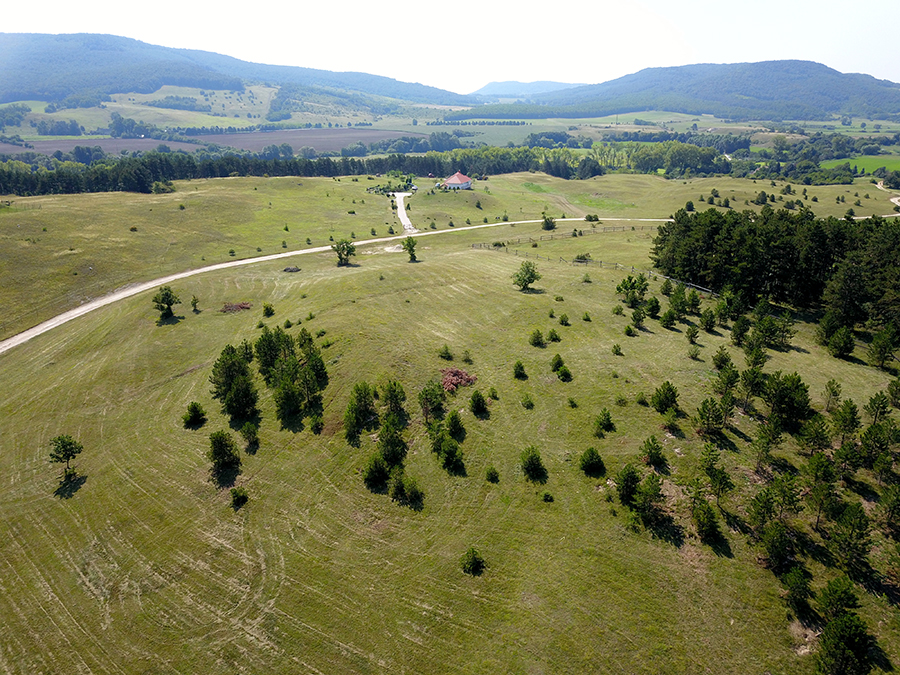
Hegyesd, palánk – alsóvár – légi fotó

Feltehetően a tatárjárás után épült, 1282-ben említik először a veszprémi káptalan irata, építője a honfoglaló Atyusz nemzetség volt, valószínűleg még a 13. század második felében. 1329-ben újra említtették ekkor már királyi várként, ugyanis 1276-ban az Atyusz nemzetség kihalt. A 14. század első harmadában a félelmetes Kőszegi nemzetség uralta, akiknek hatalmát a dunántúli területeken csak Anjou Károly hadai tudták megtörni. Királyi várnagy költözött falai mögé, aki a várbelieken kívül a környékbeli hét jobbágyfalu népeinek parancsolt.
A középkor évszázadaiban sűrűn váltották egymást földesurai. Először Nagy Lajos király adományozta Mikcsi Ákos fiainak Vöröskőért cserébe. Aztán 1433-tól a Rozgonyiaké volt mint zálogbirtok, majd a várat 1451-ben Újlaki Miklós kiváltotta, kieszközölve hogy királyi adományt kapjon rá, egészen a család 1524-es kihaltáig. II. Lajos király 1525-ben adta oda az ákosházi Sárkány Ambrusnak, amely 1543-ban Mezőlaky Ferenchez került házasság révén. Ám nézeteltérés támadt a két család között 1544-ben, melynek végén egyezség jött létre, mely révén a Mezőlaky família megtarthatta zálogként száz forint ellenében. Az 1550-es években sok volt az erőszakoskodás a Mezőlaky család emberei részéről a környéken élőkkel szemben, végül maga Ferenc elvonult a világi élettől és bencés szerzetesnek állt, majd zalavári apát lett. Ami a várat illeti házasság révén a Czobor családé lett. A különben jelentéktelen magánvár 1561 áprilisában íródott rá a hadi krónikák lapjaira, amikor április 16-ról 17-re virradó éjszaka a veszprémi törökök egy rajtaütés alkalmával váratlanul elfoglalták. A megszállók vezére, Pajazit vajda azonnal parancsot adott a megerődítésére, amit a környékről fegyveres erővel összeterelt keresztény jobbágyok hajtottak végre, vastag cölöpökből egy alsó palánkvárat, úgynevezett huszárvárat emelve a Várhegy lábánál, amely ez év végére el is készült. Az itt állomásozó török lovasok rövidesen a környező vidék rémévé váltak, de a csekély létszámmal őrzött környékbeli magánvárak fegyveresei nem tudtak a túlerővel szembeszállni, ám 1561 július 18-án rajtavesztek az oszmánok mikor Zalaszentgrót ellen vonultak Hegyesdről. A hazafelé tartó portyázókat a németfalui (ma Lesencefalu) Hosszúberek előtt a környékbeli várakból összesereglő, mintegy 400 lovasból és gyalogosból álló magyarok meglepték őket és a szántói csatában mintegy 300 főt,  parancsnokaikkal együtt megöltek. A korabeli feljegyzések szerint Pajazit vajda minden eszközzel siettette az újabb védőművek elkészültét, a lassúnak tartott pórnépek közül például húsz embert a fülénél fogva szegeztetett a palánkhoz.
1562 márciusa 31-én a dunántúli végházakból, vármegyei csapatokból és környékbeli birtokosok magánhadából összevont 2159 fős magyar had megszállta a várat, és ágytűz alá vette a falakat. A többek közt Magyar Bálint, Ormányi Józsa, Perneszi András, Gyulaffy László, Csoron János, Vázsonykői Horváth Gáspár, Búza Benedek és Török Ferenc hadnagyok által vezetett had egy hétig ostromolta a várat. Április 8-án Salm Eck győri obrist (főkapitány) is megérkezett a Sopron felől érkező újabb ágyúkat kísérve, mire Pajezit vajda is tárgyalást kezdeményezett a vár feladásáról. A győzelemre és zsákmányra éhes magyar had, azonban még aznap döntő rohamot indított, és 8-án estére elfoglalták a várat. Salm a várat újjáépítésre alkalmatlannak találta, ezért a következő napokban fel is robbantották. Ezután újra már nem építették, Hegyesd lerombolt kővára többé nem szerepelt a hadi krónikákban, maradványai erősen lepusztultak, megóvására még nem történtek kezdeményezések.

## Megjelenése az irodalomban
- A hegyesdi vár az egyik helyszíne Bogáti Péter Halló, itt Mátyás király című regényének; a várat a történet szerint egy Drágffy Bertalan nevű, bár a ténylegesen létezett, ilyen nevű személynél valamelyest fiatalabbként bemutatott szereplő birtokolta.